# Sivas
Sivas (armenisch Սեբաստիա Sebastia, kurdisch Sêwas, griechisch Σεβάστεια Sebasteia, lateinisch Sebastea) ist die Hauptstadt der gleichnamigen türkischen Provinz in Zentralanatolien und zugleich Zentrum eines direkt dem Gouverneur (Vali) unterstellten Kreises, des zentralen Landkreises (Merkez). Die Stadt liegt etwa 450 Straßenkilometer (Luftlinie: 350 km) östlich der Landeshauptstadt Ankara. Laut Stadtsiegel ist Sivas seit dem Jahr 1828 eine Belediye (Gemeinde).

## Geographie
Der zentrale Landkreis liegt im Zentrum der Provinz. Er grenzt im Osten an den Kreis Hafik, im Süden an die Kreise Ulaş und Altınyayla, im Südwesten an den Kreis Şarkışla sowie im Nordwesten an den Kreis Yıldızeli. Eine Außengrenze bildet die Provinz Tokat im Norden.
Neben der Kreisstadt besteht der Kreis mit Yıldız (2.095 Einw.) aus einer weiteren Gemeinde (Belediye) sowie 153 Dörfern (Köy) mit durchschnittlich 162 Bewohnern. Yakupoğlan (2.000), Kurtlapa (1.232) und Güney (1.127) sind die größten der Dörfer. 40 Dörfer haben mehr Einwohner als der Durchschnitt, 81 haben weniger als 100 Einwohner. Die ehemaligen Belediye Gümüşdere, Kurtlapa und Yakupoğlan wurden 2013 wieder zu Dörfern zurückgestuft.
Der Kreis hat die höchste Bevölkerungsdichte (109,7 Einw. je km²), fast das Fünffache des Provinzwertes von 22,6. Der städtische Bevölkerungsanteil beträgt 93,50 Prozent.

### Klimatabelle
|                        | Jan  | Feb  | Mär  | Apr  | Mai  | Jun  | Jul  | Aug  | Sep  | Okt  | Nov  | Dez  |   |       |
| Mittl. Temperatur (°C) | −3,0 | −2,2 | 3,1  | 9,2  | 13,6 | 17,4 | 20,4 | 20,5 | 16,5 | 11,0 | 4,3  | −0,5 | ⌀ | 9,2   |
| Mittl. Tagesmax. (°C)  | 1,2  | 2,4  | 8,4  | 15,4 | 20,0 | 24,2 | 28,1 | 28,8 | 24,9 | 18,4 | 9,9  | 3,6  | ⌀ | 15,5  |
| Mittl. Tagesmin. (°C)  | −6,7 | −6,3 | −1,6 | 3,6  | 7,3  | 10,4 | 12,7 | 12,6 | 8,9  | 5,0  | −0,3 | −4,0 | ⌀ | 3,5   |
|                        |      |      |      |      |      |      |      |      |      |      |      |      |   |       |
| Niederschlag (mm)      | 40,2 | 40,9 | 47,0 | 64,2 | 58,8 | 34,8 | 10,3 | 5,9  | 16,7 | 41,0 | 48,0 | 44,0 | Σ | 451,8 |
|                        |      |      |      |      |      |      |      |      |      |      |      |      |   |       |
| Sonnenstunden (h/d)    | 2,5  | 3,4  | 5,0  | 6,3  | 8,2  | 10,6 | 11,9 | 11,6 | 9,7  | 6,4  | 3,7  | 2,2  | ⌀ | 6,8   |
|                        |      |      |      |      |      |      |      |      |      |      |      |      |   |       |
| Regentage (d)          | 12,3 | 11,7 | 13,3 | 14,3 | 13,8 | 8,7  | 2,8  | 2,4  | 4,3  | 8,6  | 10,3 | 12,2 | Σ | 114,7 |
|                        |      |      |      |      |      |      |      |      |      |      |      |      |   |       |
| Luftfeuchtigkeit (%)   | 77   | 77   | 72   | 64   | 61   | 57   | 53   | 52   | 54   | 61   | 72   | 77   | ⌀ | 64,7  |

| −6,7 |

| −6,3 |

| −1,6 |

| 3,6 |

| 7,3 |

| 10,4 |

| 12,7 |

| 12,6 |

| 8,9 |

| 5,0 |

| −0,3 |

| −4,0 |

| −6,7 |

| −6,3 |

| −1,6 |

| 3,6 |

| 7,3 |

| 10,4 |

| 12,7 |

| 12,6 |

| 8,9 |

| 5,0 |

| −0,3 |

| −4,0 |

## Etymologie
Die Stadt wurde Strabon zufolge von Gnaeus Pompeius Magnus nach seinem Sieg über Mithridates VI. von Pontos und im Zuge der Neuordnung des östlichen Mittelmeerraumes unter dem (Pompeius’ Ehrennamen Magnus entsprechenden) Namen Megalopolis durch Zusammenlegung älterer Siedlungen gegründet. Münzlegenden zeigen, dass sie zwischen 1 und 6 n. Chr. zu Ehren von Kaiser Augustus den Namen Sebasteia (Σεβάστεια; lat. augustus = gr. σεβαστός) annahm und im Jahr 64/65 n. Chr. endgültig in römische Verwaltung überging. Die türkischen und kurdischen Namensformen leiten sich zwanglos aus dem griechischen Namen ab und sind insbesondere durch Erscheinungen wie den Wandel des stimmhaften bilabialen Plosivs in einen stimmhaften labiodentalen Frikativ, Veränderungen der Vokalqualität und Verkürzungen zu erklären, wie sie häufig im anatolischen Griechisch der römischen Kaiserzeit zu finden sind.

## Demographie
Die Bevölkerung besteht überwiegend aus Türken und zu einem geringen Teil aus Kurden. Bis zu Beginn des 20. Jahrhunderts lebten in Sivas Armenier und Pontosgriechen mit christlichem Glauben. Siehe dazu: Vertrag von Lausanne
1914 hatte Sivas rund 45.000 Einwohner, mehr als ein Drittel waren Armenier, der Rest Griechen und Türken.

### Bevölkerungsentwicklung
Nachfolgende Tabelle zeigt den vergleichenden Bevölkerungsstand am Jahresende für die Provinz, den zentralen Landkreis und die Stadt Sivas sowie den jeweiligen Anteil an der übergeordneten Verwaltungsebene. Die Zahlen basieren auf dem 2007 eingeführten adressbasierten Einwohnerregister (ADNKS).

| Jahr | Provinz | Landkreis    | Landkreis | Stadt        | Stadt   |
| Jahr | absolut | anteilig (%) | absolut   | anteilig (%) | absolut |
| ---- | ------- | ------------ | --------- | ------------ | ------- |
| 2020 | 635.889 | 60,16        | 382.520   | 92,95        | 355.570 |
| 2019 | 638.956 | 59,68        | 381.325   | 92,62        | 353.178 |
| 2018 | 646.608 | 58,39        | 377.561   | 92,35        | 348.683 |
| 2017 | 621.301 | 59,92        | 372.300   | 92,45        | 344.185 |
| 2016 | 621.224 | 58,78        | 365.135   | 92,01        | 335.943 |
| 2015 | 618.617 | 58,07        | 359.219   | 91,61        | 329.082 |
| 2014 | 623.116 | 56,40        | 351.431   | 90,92        | 319.532 |
| 2013 | 623.824 | 55,88        | 348.623   | 90,39        | 315.107 |
| 2012 | 623.535 | 55,59        | 346.629   | 90,18        | 312.587 |
| 2011 | 627.056 | 55,14        | 345.762   | 89,84        | 310.647 |
| 2010 | 642.224 | 55,26        | 354.913   | 89,74        | 318.488 |
| 2009 | 633.347 | 53,48        | 338.728   | 88,80        | 300.795 |
| 2008 | 631.112 | 52,13        | 329.011   | 87,75        | 288.693 |
| 2007 | 638.464 | 52,47        | 335.002   | 87,88        | 294.402 |

### Volkszählungsergebnisse
Zu den Volkszählungen liegen folgende Bevölkerungsangaben über die Stadt, den Kreis, die Provinz und das Land vor: Ein Teil der Werte (1960 und davor sowie 1997) wurden PDF-Dokumenten entnommen, die über die Bibliothek des TÜIK abruf- und downloadbar sind.
| Region                   | 1945       | 1950       | 1955       | 1960       | 1965       | 1970       | 1975       | 1980       | 1985       | 1990       | 1997       | 2000       |
| ------------------------ | ---------- | ---------- | ---------- | ---------- | ---------- | ---------- | ---------- | ---------- | ---------- | ---------- | ---------- | ---------- |
| Stadt (Şehir)            | 44.856     | 52.234     | 66.843     | 93.368     | 108.320    | 133.979    | 149.201    | 172.864    | 198.553    | 221.512    | 232.352    | 251.776    |
| zentraler Kreis (Merkez) | 84.108     | 99.904     | 119.317    | 149.749    | 169.964    | 195.908    | 214.346    | 239.817    | 265.768    | 270.329    | 278.734    | 299.935    |
| Provinz (İl)             | 490.493    | 542.004    | 590.869    | 669.922    | 705.186    | 731.921    | 741.713    | 750.144    | 772.209    | 767.481    | 698.019    | 755.091    |
| Türkei                   | 18.790.174 | 20.947.188 | 24.064.763 | 27.754.820 | 31.391.421 | 35.605.176 | 40.347.719 | 44.736.957 | 50.664.458 | 56.473.035 | 62.865.574 | 67.803.927 |

### Religion

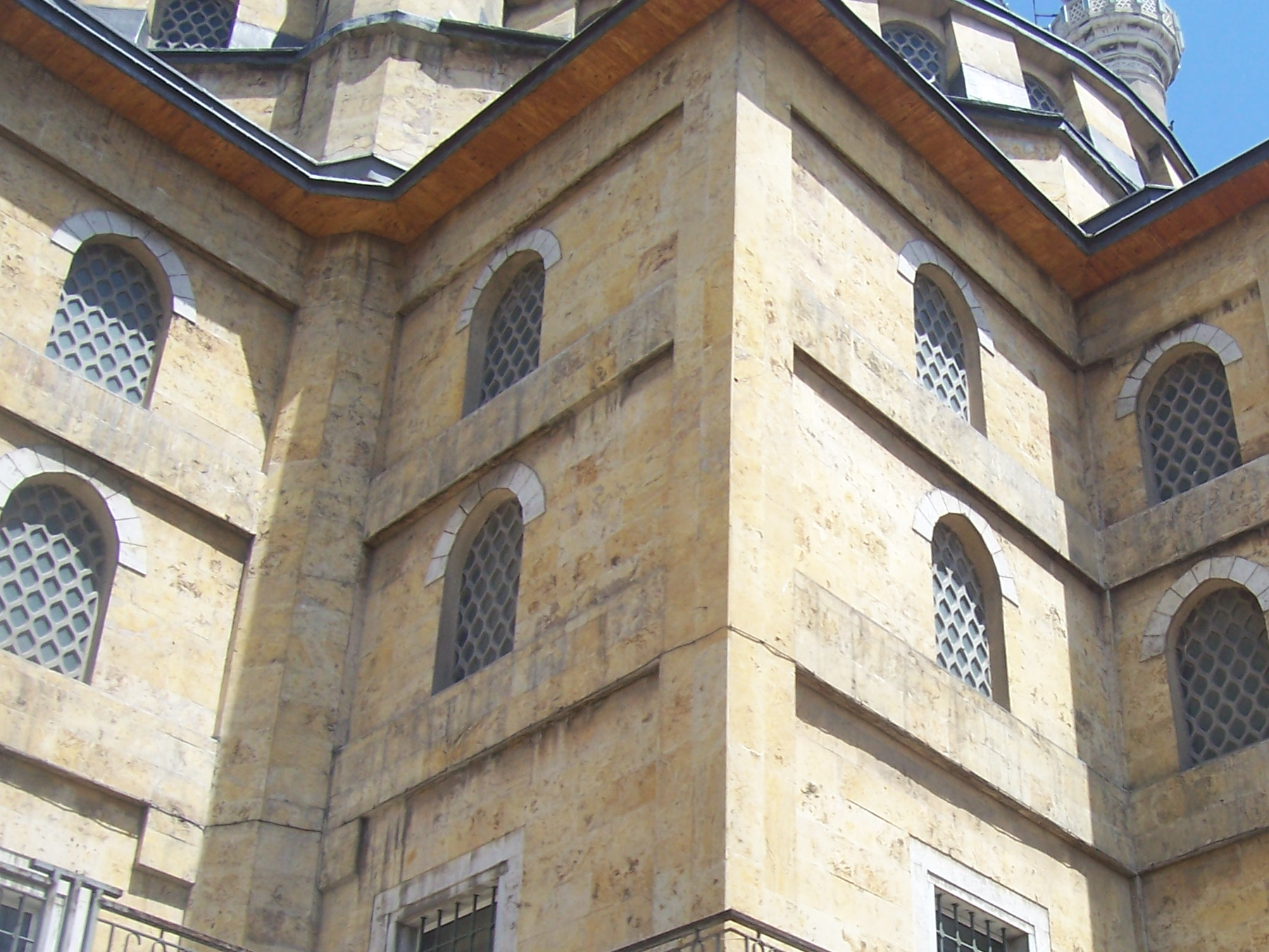
Fassade der Pascha-Moschee

In Sivas ist heute der Islam die Hauptreligion. Etwa 81 % der Bevölkerung in Sivas sind sunnitische Muslime, 18 % sind Aleviten, und der Rest setzt sich aus Juden, Christen und anderen zusammen. Die armenisch-apostolische Gemeinde hatte in Sivas bis zum Völkermord an den Armeniern sechs Kirchen (Meryemana, Surp Sarkis, Surp Minas, Surp Prgitsch, Surp Hagop, Surp Kevork), vier Klöster (Surp Nschan, Surp Hreschdagabed, Surp Anabad, Surp Hntragadar), ein Waisenhaus, ein Krankenhaus und mehrere Schulen. Die Katholiken hatten eine Kirche mit Sitz des Metropoliten von Sebastea, die Protestanten verfügten über zwei Kirchen und acht Schulen.

## Geschichte

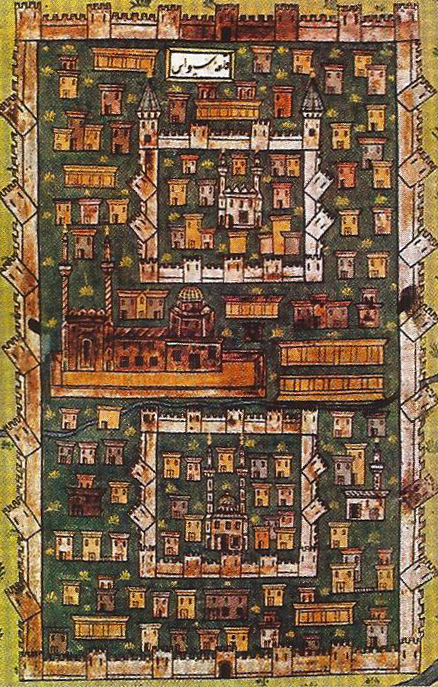
Die Stadt Sivas auf einer osmanischen Miniatur des Matrakçı Nasuh aus seinem Reisebuch von 1537.

Sivas Erstbesiedlung reicht von 7000 bis 5000 v. Chr. zurück. Die Hethiter, deren Siedlungsreste bei Topraktepe nahe Sivas zu finden sind, herrschten dort von 1600–884 v. Chr., danach für etwa 100 Jahre die Phryger (800–695 v. Chr.). Die Phryger wurden durch die Lyder abgelöst. Die Lyder verloren das Gebiet im Jahre 546 an die Perser. Das persische Reich wurde von Alexander dem Großen unterworfen, so dass Sivas bis etwa 17 n. Chr. von den Diadochen beherrscht wurde. Bis 395 war Sivas Teil des Römischen Imperiums, danach bis 1075 byzantinisch. Unter Kaiser Diokletian war Sivas Hauptstadt der Provinz Armenia minor.
Nach mehrjährigen Verhandlungen entschädigte Kaiser Basileios II. 1021 Seneqerim Johannes, König von Vaspurakan in Südarmenien, mit dem Territorium von Sebaste in Kappadokien. Seneqerim Johannes zog mit seinem Hof, dem hohen Klerus und 14.000 Familien nach Sivas und verwaltete es als byzantinischer Vasall.
Im 11. Jahrhundert tauchten die ersten türkischen Stämme in Anatolien auf. Von 1142 bis 1171 herrschte die Danischmenden-Dynastie über Sivas. 1174 eroberten die Seldschuken unter Kılıç Arslan II. die Stadt und ließen unter anderem 1197 die Ulu Cami (deutsch: Große Moschee) errichten. Sivas diente neben Konya zeitweise als Hauptstadt der Seldschuken. 1232 wurde Sivas wie weite Teile Eurasiens von den Mongolen überfallen. Den Mongolen folgte das Beylik von Eretna, dem von Kadi Burhan al-Din ein Ende gesetzt wurde. 1398 eroberten die Osmanen unter Sultan Bayezid I. die Stadt und verloren sie 1400 an Timur, der die Stadt zerstörte. 1403 gelang es den Osmanen, sie zurückzuerobern. Sivas war bis zum späten 19. Jahrhundert Hauptstadt der osmanischen Eyalets Rum. Ab 1864 wurde es Hauptstadt des nun eigenständigen Vilâyets Sivas.
Die Osmanen regierten die Stadt bis zum Ersten Weltkrieg. 1913 kam es zum Boykott christlicher Unternehmer und Händler in der Stadt. Im April/Mai 1914 wurde der Markt von Sivas Opfer eines Brandes. Am 5. Juli 1915 begann die Deportation der armenischen Bevölkerung von Sivas. 1915 schloss auch das 1912 von Erzurum hierher verlegte armenische Sanasarian College. Bei diesem Völkermord hatte Sivas und dessen Umgebung die größte Zahl an getöteten Nichtmuslimen. Die überlebenden, nach Armenien geflohenen Armenier gründeten in Jerewan das Stadtviertel Malatia-Sebastia.

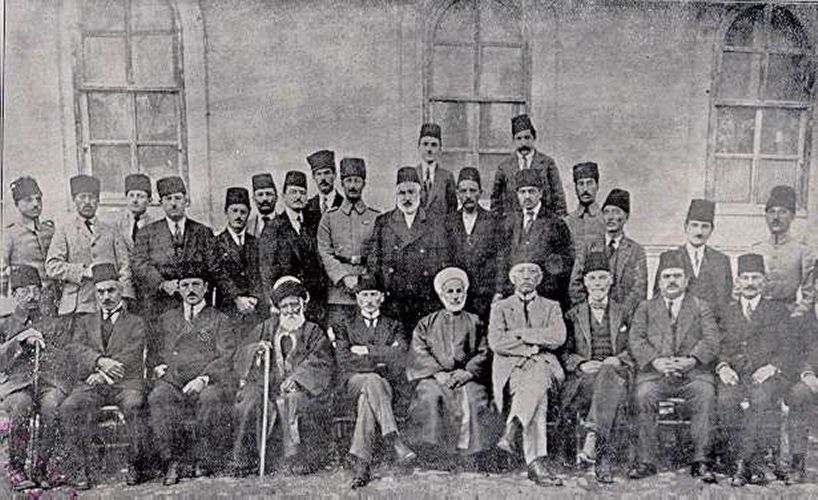
Der Sivas-Kongress 1919

Nach der Niederlage des osmanischen Reiches im Ersten Weltkrieg formierte sich unter Mustafa Kemal eine nationale Widerstandsbewegung, die mit dem Amasya-Zirkular und den Beschlüssen des Kongresses von Erzurum die komplette Unabhängigkeit und Unteilbarkeit des besetzten Reiches forderte. Dazu wurden nach Sivas Repräsentanten aus dem ganzen Land eingeladen, zu deren Vorsitzenden (Heyet-i Temiliye) Mustafa Kemal Pascha gewählt wurde. Diese 31 Teilnehmer umfassende Gruppe hielt vom 4. bis 11. September 1919 den Sivas-Kongress ab und formte die „Gesellschaft zur Verteidigung der nationalen Rechte Anatoliens und Rumeliens“ (Anadolu ve Rumeli Müdafaa-i Hukuk Cemiyeti), einen neben der osmanischen Regierung agierenden Zusammenschluss, der unter anderem den Abzug der ausländischen Truppen, die komplette Unabhängigkeit und Unteilbarkeit des Landes, Neuwahlen des osmanischen Parlamentes und den Rücktritt des ihnen gegenüber feindlich agierenden osmanischen Innenministers Damat Ferid forderte.

### Republik
In den 1930er Jahren wurde die Stadt erstmals an das anatolische Eisenbahnnetz angeschlossen. Es folgten Investitionen in Zementfabriken, Eisenwerke und in größere staatliche Landwirtschaftsbetriebe. Gegen Ende der 1970er Jahre verstärkte sich die Landflucht. Besonders viele Binnenmigranten zogen nach Istanbul.

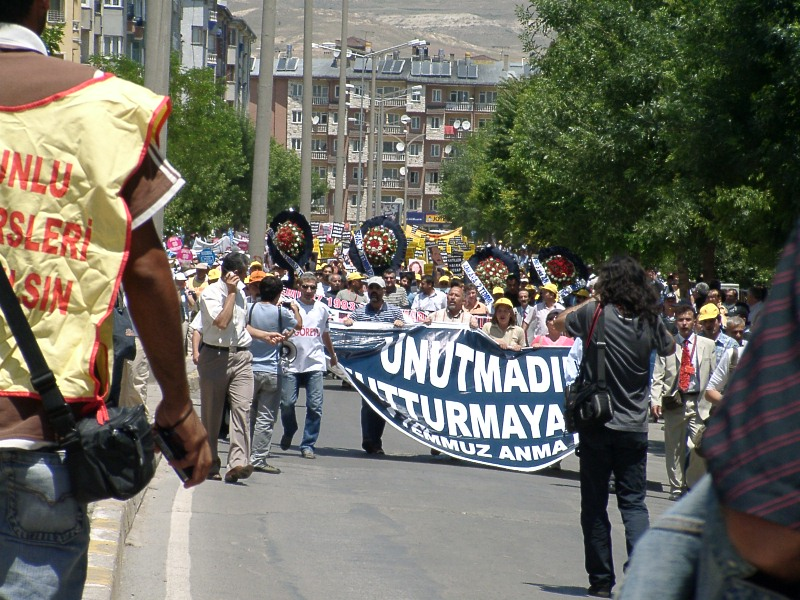
Gedenk-Demonstration 2007 in Sivas zum Sivas-Massaker

Am 2. Juli 1993 versammelte sich ein nationalistischer Mob vor dem Madımak-Hotel, in dem im Rahmen eines alevitischen Kultur-Festivals zum größten Teil alevitische Musiker, Schriftsteller, Dichter und Verleger logierten, darunter Kinder und Jugendliche. Das Hotel wurde in Brand gesetzt, während auf den Straßen die durch vom Freitagsgebet heimkehrende Sunniten vergrößerte Menge anschwoll und mit Pflastersteinen bereitstand. Wegen der Menschenmenge vor dem Hotel konnten die Menschen im Gebäude nicht ins Freie. 35 Menschen verbrannten im Hotel; wenige überlebten, so auch der Autor Aziz Nesin, dem laut verschiedenen Angaben der Anschlag in erster Linie gegolten hatte. Nesin war als Übersetzer von Salman Rushdies Buch Die satanischen Verse offener Anfeindung ausgesetzt. Obwohl Polizei und Feuerwehr frühzeitig alarmiert waren, griffen sie erst nach acht Stunden ein. Das Staatssicherheitsgericht in Ankara urteilte, dass die große Menschenmenge die Einsatzkräfte bei den Rettungsarbeiten behindert hatte.
Die Aleviten nennen diesen Anschlag das Sivas-Massaker. Auch wenn bei diesem Vorfall auch Sunniten und Angehörige anderer Religionen ums Leben kamen, sehen die Aleviten dieses Ereignis als einen Schlag gegen die alevitische Bevölkerung. Das Ereignis spielte eine wichtige Rolle bei ihrer Bewusstseins- und Organisationsbildung. Seit 2003 wird des Vorfalls im Rahmen von Demonstrationen gedacht, zugleich wird gefordert, im Hotel eine Gedenkstätte zu errichten. 2003 marschierten ca. 500 Leute mit, im Jahr 2007 waren es schätzungsweise 20.000 mit hoher Medien-Präsenz und einem Einsatz von rund 3000 Polizisten.

## Verkehr

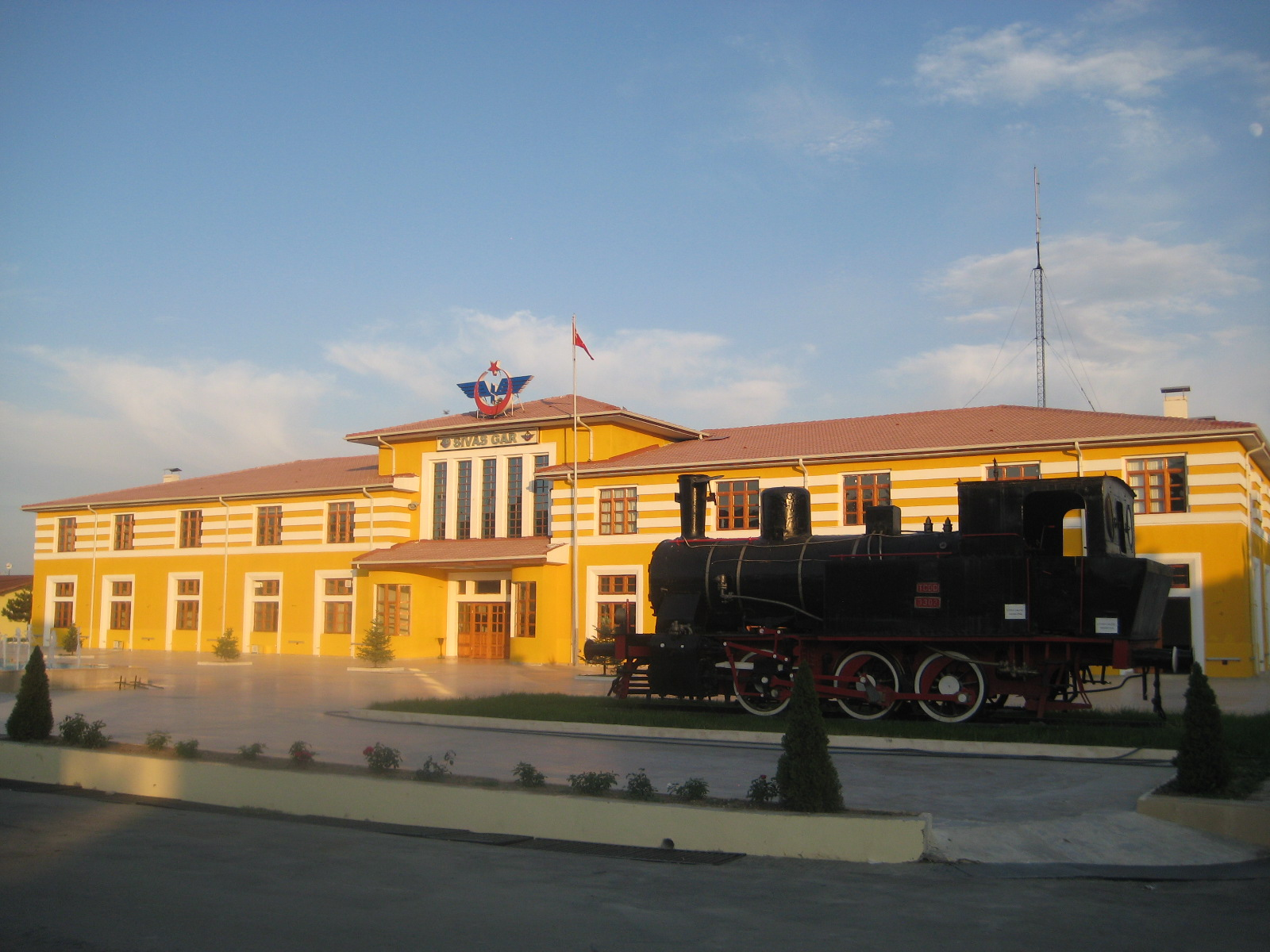
Der Bahnhof von Sivas

Die Öffentlichen Nahverkehrsmittel bestehen hauptsächlich aus Dolmuş und städtischem Busverkehr. Sivas besitzt einen seit 1957 betriebenen Flughafen Sivas Nuri Demirağ, welcher meist für inländische und saisonal auch für internationale Flüge genutzt wird.
Der Bahnhof von Sivas befindet sich zwei Kilometer südwestlich vom Stadtkern. Sivas bildet einen wichtigen Knotenpunkt in der Ost-West-Achse (Ankara–Erzurum–Kars) und der Nord-Süd-Achse (Samsun–Kayseri). Die Hochgeschwindigkeitsstrecke Ankara–Sivas wurde 2023 eröffnet. Eine Eisenbahn-Verbindung nach Divriği wurde fertiggestellt.
Südlich der Stadt kreuzen sich die Fernstraßen D850 (Kayseri Sivas Yolu) und D200 (Sultan Şehir Bulvari), die die Stadt mit den benachbarten Provinzstädten Tokat, Kayseri, Erzincan, Elazığ und Malatya verbinden. Dabei folgt die Europastraße E 88 dem Lauf der D200 in ost-westlicher Richtung.

## Kultur und Sehenswürdigkeiten

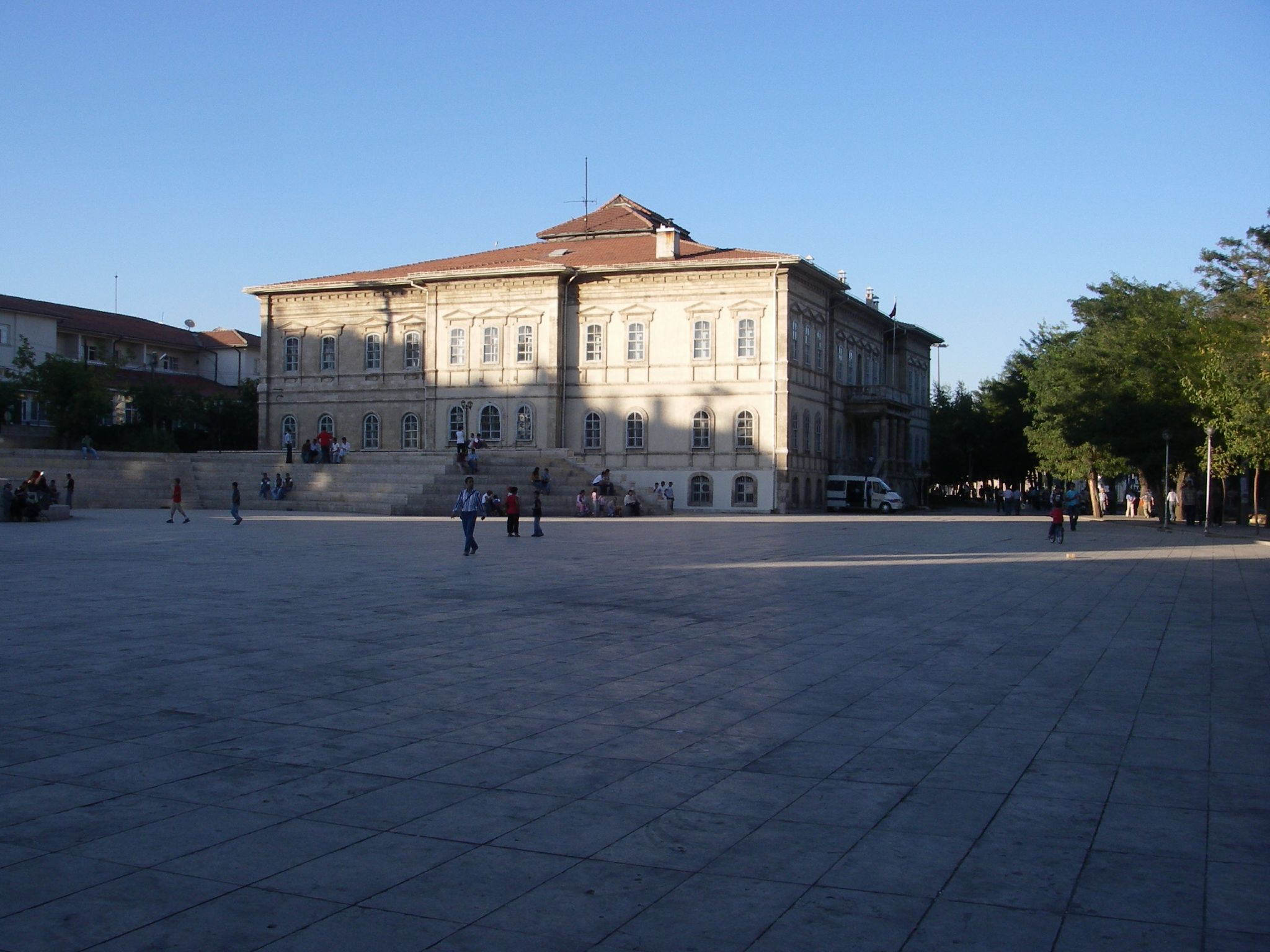
Das Knabengymnasium, in dem 1919 der Nationalkongress abgehalten wurde

Sivas besitzt viele Bauwerke der Seldschuken aus dem 13. Jahrhundert. Dazu gehören die seldschukische „Blaue Medrese“ (Gök-Medrese) von 1271, erbaut durch den armenischen Architekten Kaloyan, die „Heilungs-Medrese“ (Şifaiye Medresesi) von 1218 und die „Medrese mit doppeltem Minarett“ (Çifte Minare Medresesi) von 1271. Die älteste Moschee der Stadt ist die „Große Moschee“ (Ulu Cami) von 1196. In der Nähe von Sivas befindet sich die Ruine der alten armenischen Kirche des Heiligen Kreuzes (armenisch Սուրբ խաչ). Sie enthielt wichtige Relikte wie den Thron der Arzruni-Könige von Vaspurakan.
Osmanische Bauwerke sind das Bad Kurşunlu Hamamı von 1576, die Karawanserei Behrampaşa Hanı von 1573 und die Eğri Köprü, die Krumme Brücke über den Fluss Kızılırmak (Halys) im Südosten der Stadt.
Im Kongressgebäude von 1919 befindet sich das Sivas-Museum, das über den Kongress, Atatürk und die ethno-geografischen Besonderheiten der Region informiert. Sivas ist auch für die Thermalbäder Sıcak Çermik, Soğuk Çermik und Kangal Balıklı Kaplıca berühmt. Das Archäologische Museum Sivas beherbergt Objekte aus allen Perioden von der Urgeschichte über hethitische und römische bis in osmanische Zeit.

### Sport
Wie in nahezu allen türkischen Städten erfreut sich auch in Sivas der Fußball großer Beliebtheit. Die Stadt wie auch die gleichnamige Provinz werden im Fußball vor allem durch den Erstligisten Sivasspor vertreten. Dieser Klub entstand 1967 durch den Zusammenschluss von mehreren kleineren Vereinen und nahm dann an der erst vier Jahre zuvor gegründeten Türkiye 2. Futbol Ligi, der 2. türkischen Liga, teil. Nachdem der Verein vier Jahrzehnte lang erfolglos um den Aufstieg in die Süper Lig, die 1. türkische Liga, kämpfte und zwischenzeitlich sogar in die 3. Liga abstieg, gelang ihm im Sommer 2005 unter der Leitung des Präsidenten Mecnun Otyakmaz der langersehnte Erstligaaufstieg.
Neben dem Fußball zählt auch Ringen in der Stadt und der Provinz zu den populären Sportarten. So hat die Region mit Taha Akgül, Hamza Yerlikaya und Ahmet Ayık drei sehr erfolgreiche Ringer hervorgebracht und gilt als Talentschmiede. Der in die FILA International Wrestling Hall of Fame aufgenommene Yerlikaya ist zwar gebürtiger Istanbuler, entstammt aber einer aus Sivas eingewanderten Familie und pflegt noch starke Verbindungen nach Sivas. So war er zwischen 2007 und 2011 als Abgeordneter der AKP für die Provinz Sivas ins türkische Parlament gewählt wurden.

## Bildergalerie

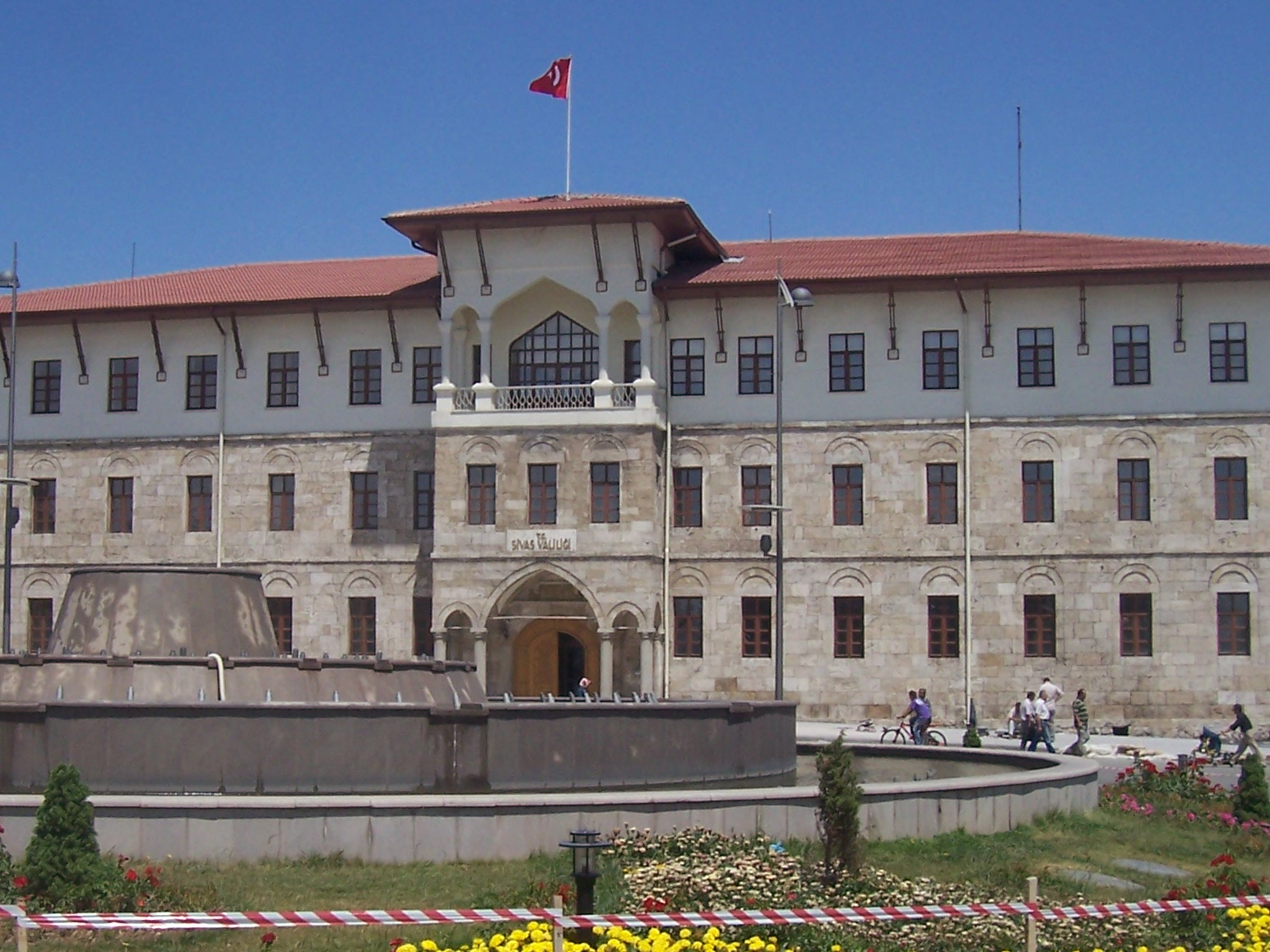
Das Gouverneursgebäude (Hükümet Konağı)
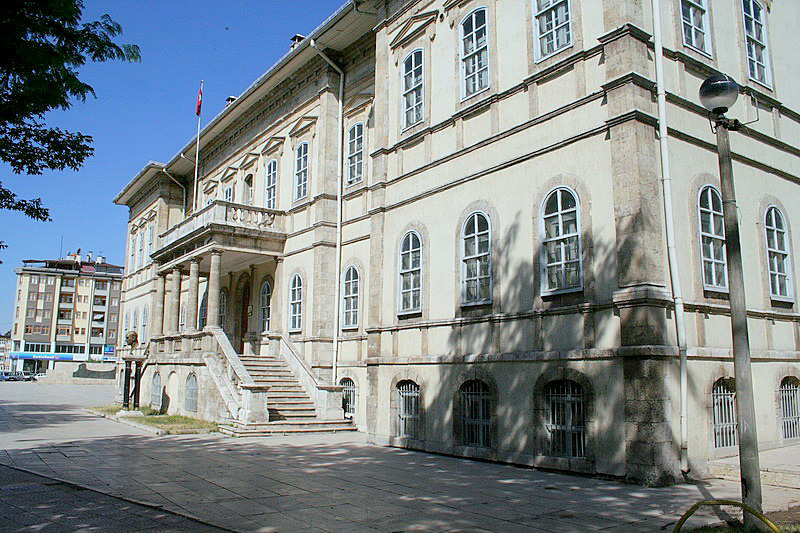
Das Kongress-Gebäude
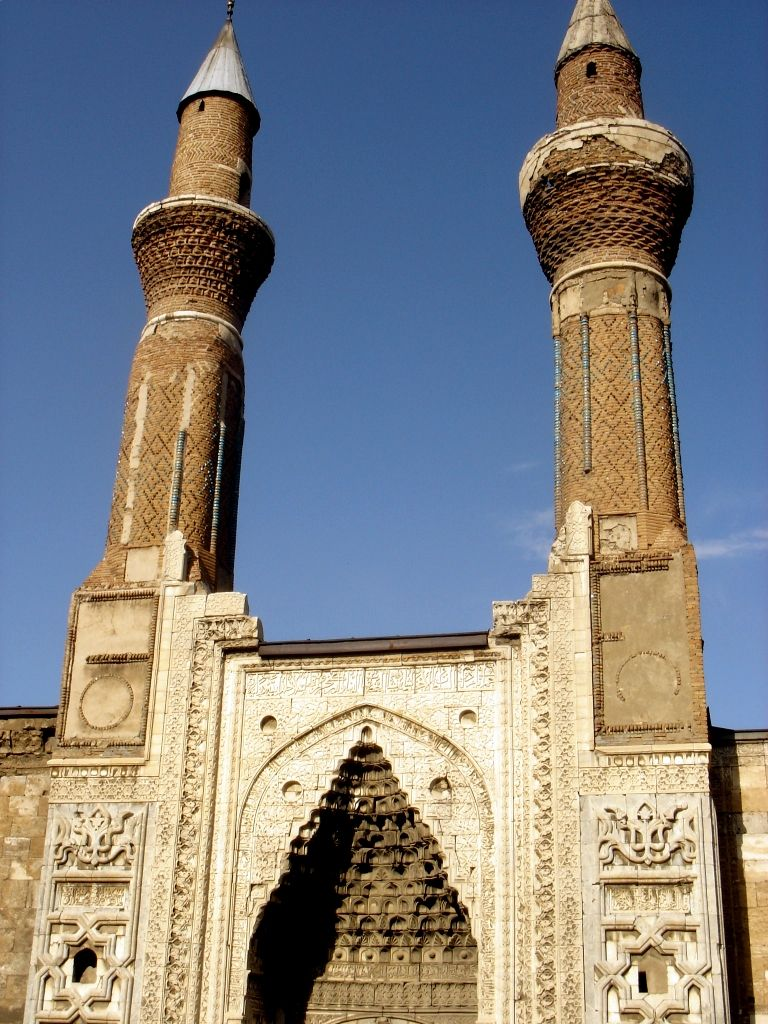
Gök Medrese
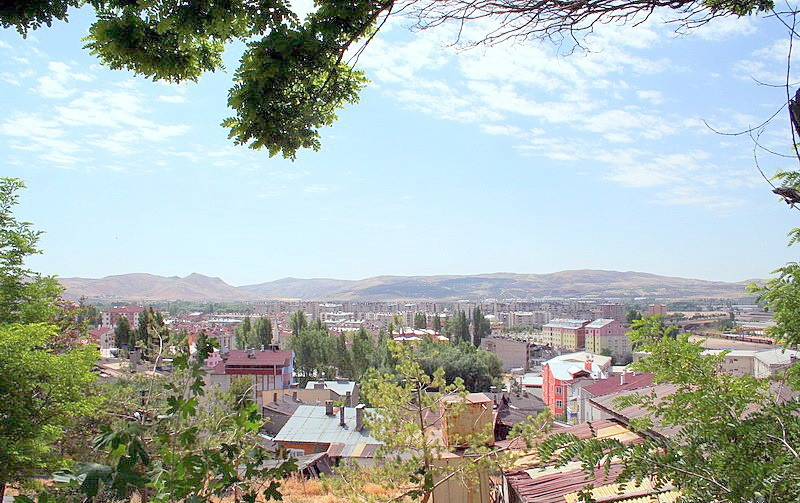
Blick auf die Stadt
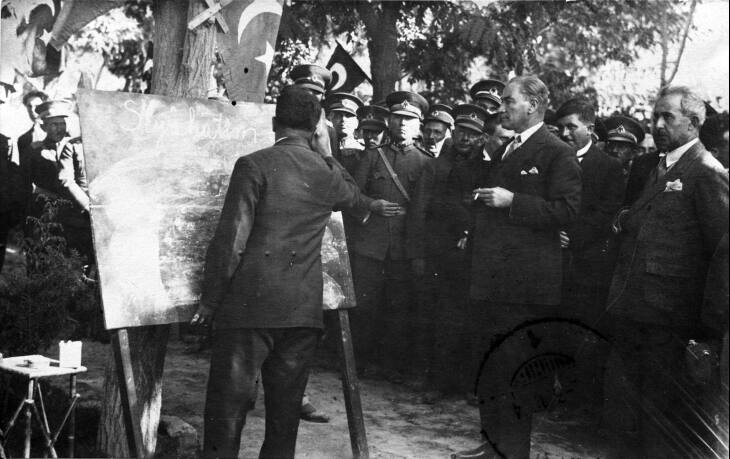
Vorstellung des Lateinalphabets in Sivas durch Mustafa Kemal
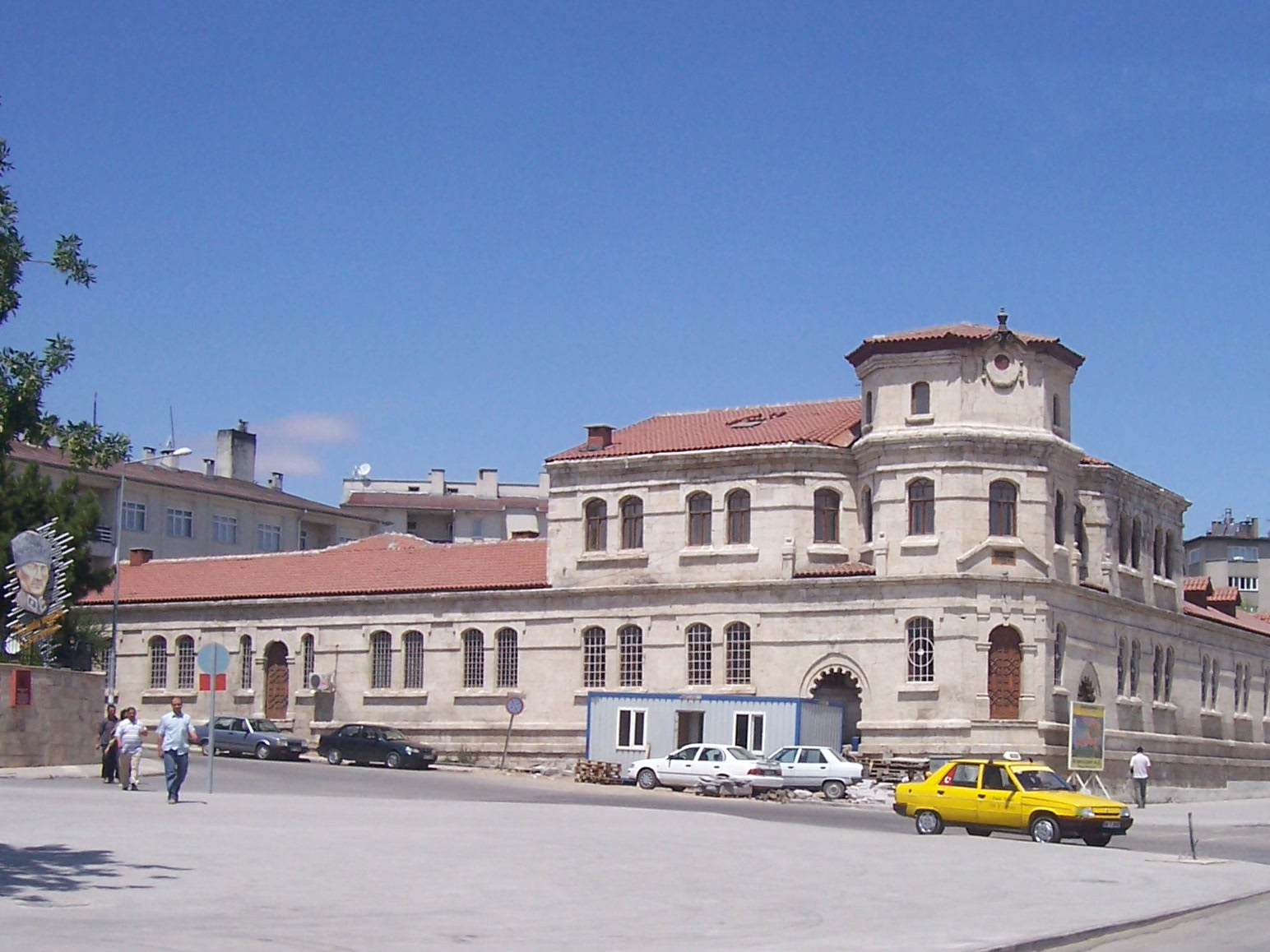
Das Hauptquartier der Gendarmerie
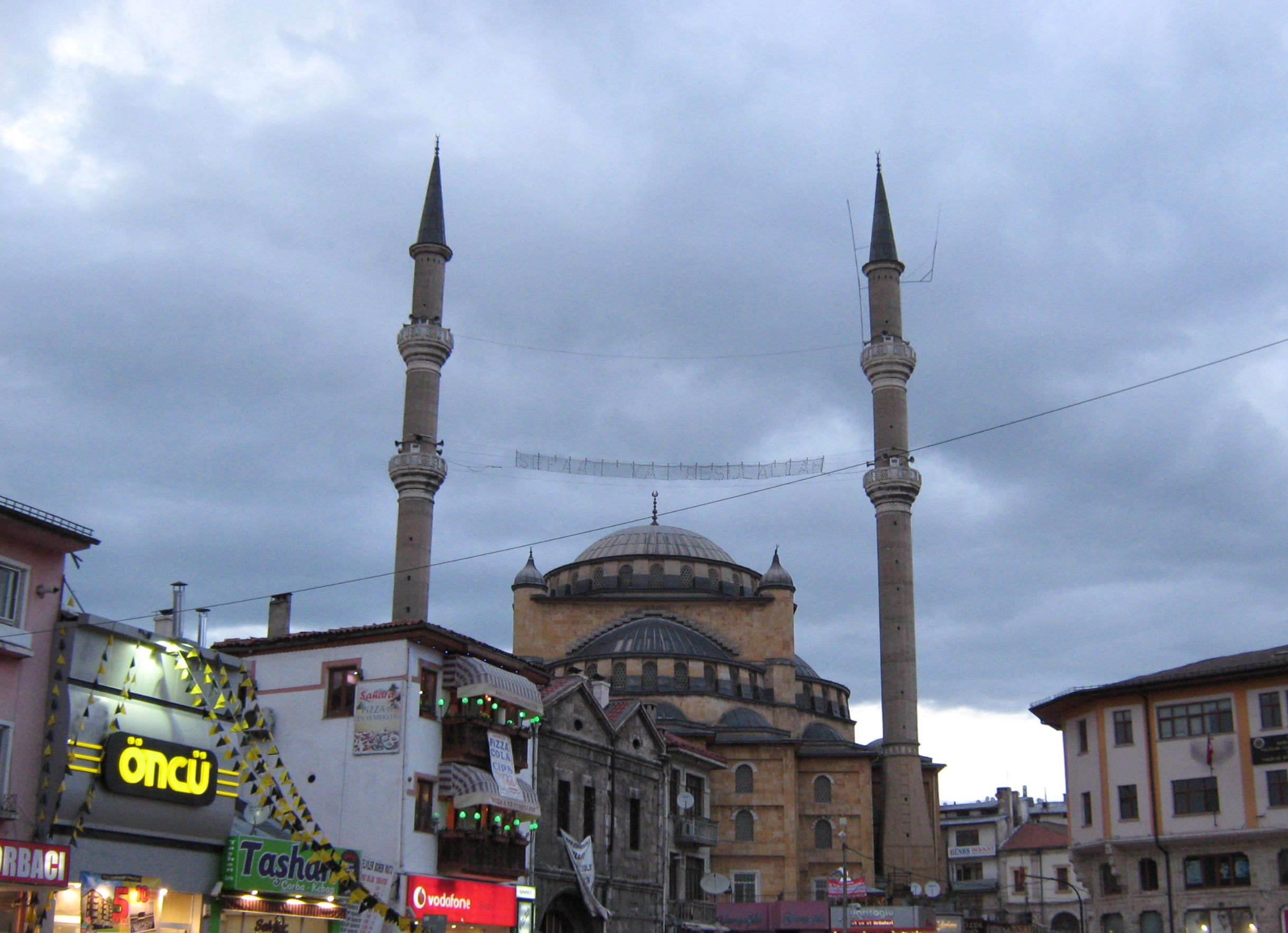
Die Paşa-Moschee am Atatürk-Boulevard

## Söhne und Töchter der Stadt
- Mekhitar (1676–1749), armenisch-katholischer Ordensgründer
- Nazaret Daghavarian (1862–1915), armenischer Arzt, Agronom und Völkermordopfer
- Mustafa Çakmak (1909–2009), Ringer
- Maryam Şahinyan (1911–1996), Fotografin
- Mikail Nersès Sétian (1918–2002), armenisch-katholischer Apostolischer Exarch der USA und Kanada
- Husik Santurjan (1920–2011), Erzbischof der armenisch-apostolischen Kirche
- Ali Duran Gülçiçek (* 1955), deutscher Autor
- Deste Günaydın (* 1957), Sängerin
- Gülşen Altun (* 1958), alevitische Sängerin
- Serap Riedel (* 1960), deutsch-türkische Malerin
- Ercüment Aytaç (* 1965), österreichischer Schriftsteller
- Nevzat Akpınar (* 1968), Musiker
- Abdullah Güler (* 1969), Politiker und Jurist
- Fadime Tuncer (* 1969), deutsche Politikerin (Bündnis 90/Die Grünen)
- Fırat Karagöllü (* 1978), Boxer
- İbrahim Toraman (* 1981), Fußballspieler
- Alper Kulaksız (* 1992), Weitspringer
- Merve Erbektaş (* 1996), Handballspielerin